# Lepidostoma leonilae
Lepidostoma leonilae är en nattsländeart som beskrevs av Bueno-soria och Contreras-ramos 1986. Lepidostoma leonilae ingår i släktet Lepidostoma och familjen kantrörsnattsländor. Inga underarter finns listade i Catalogue of Life.